# Azarolhagtorn
Crataegus azarolus är en rosväxtart som beskrevs av Carl von Linné. Crataegus azarolus ingår i Hagtornssläktet som ingår i familjen rosväxter.

## Underarter
Arten delas in i följande underarter:
- C. a. assadii
- C. a. sharania

## Bildgalleri

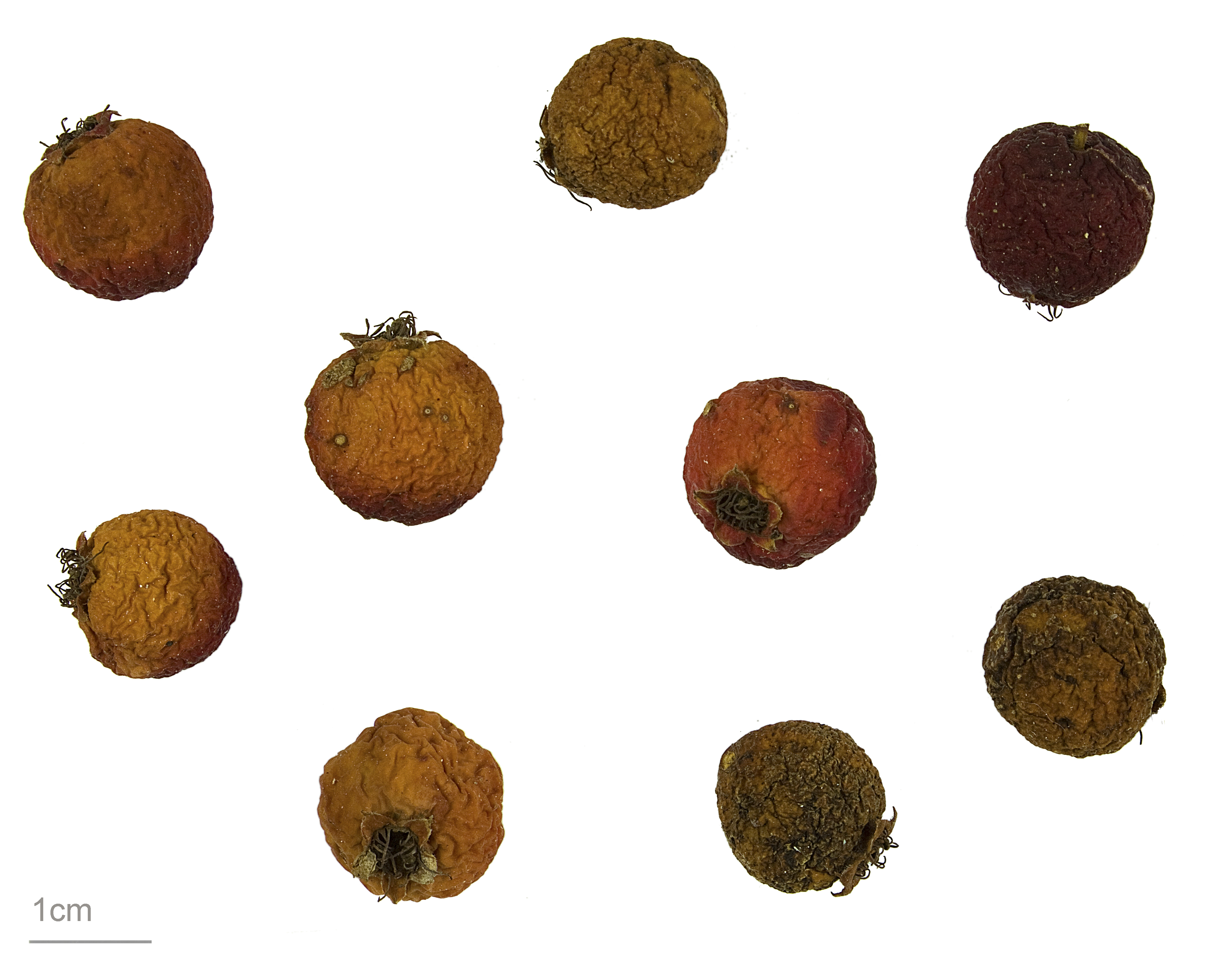
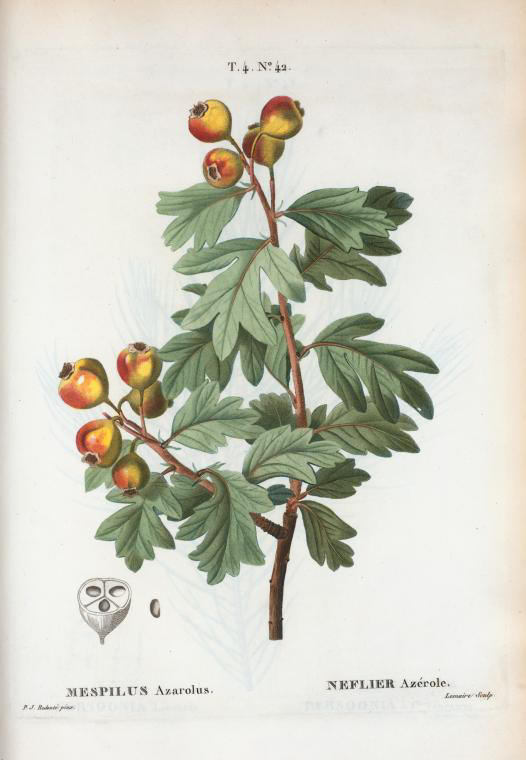
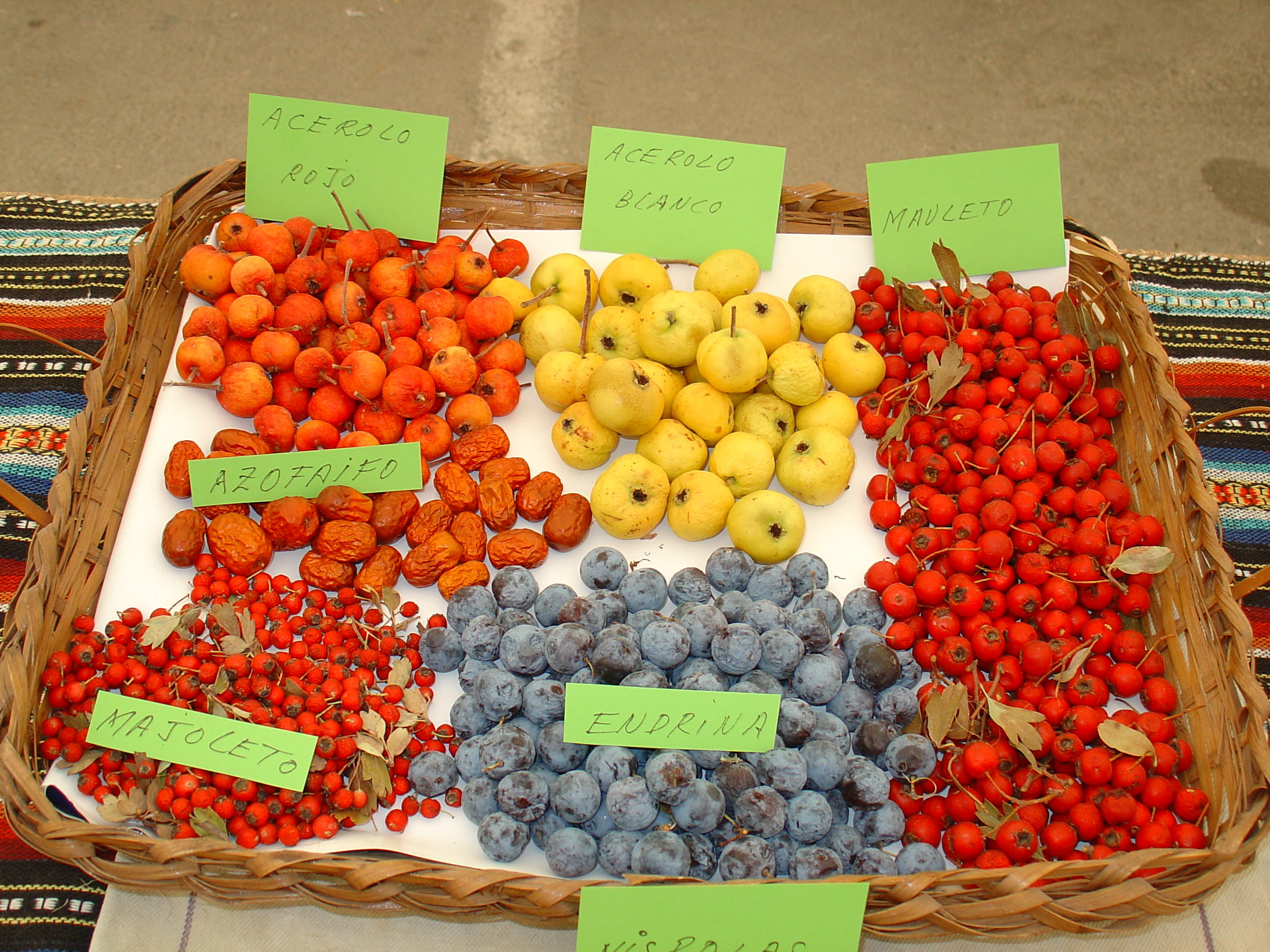
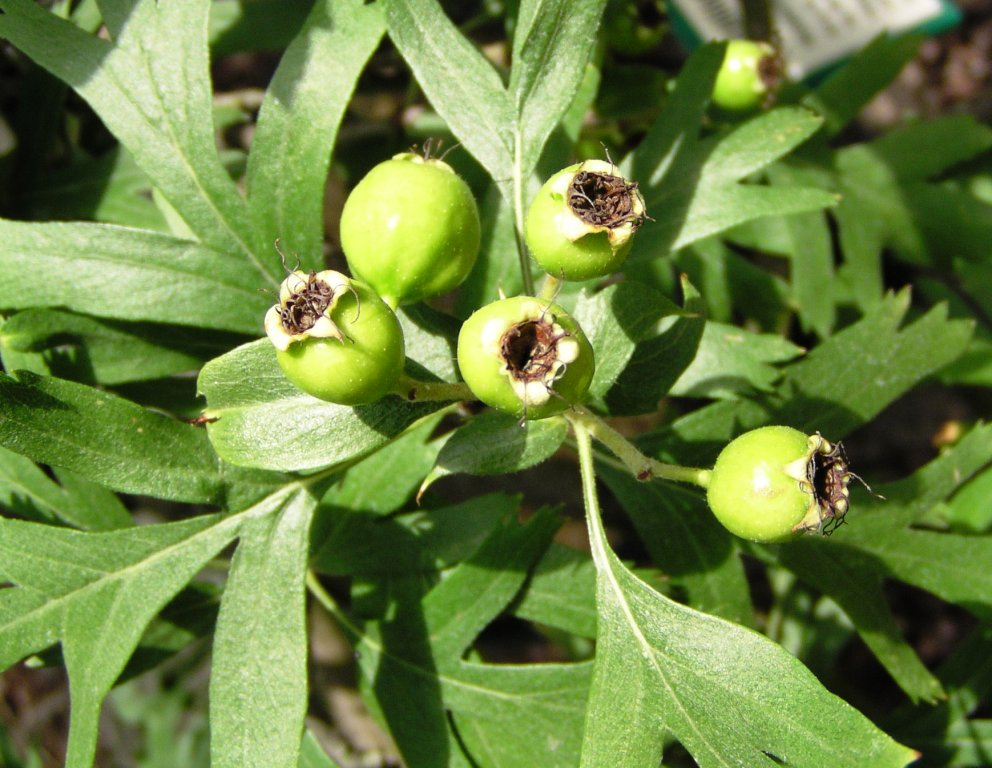
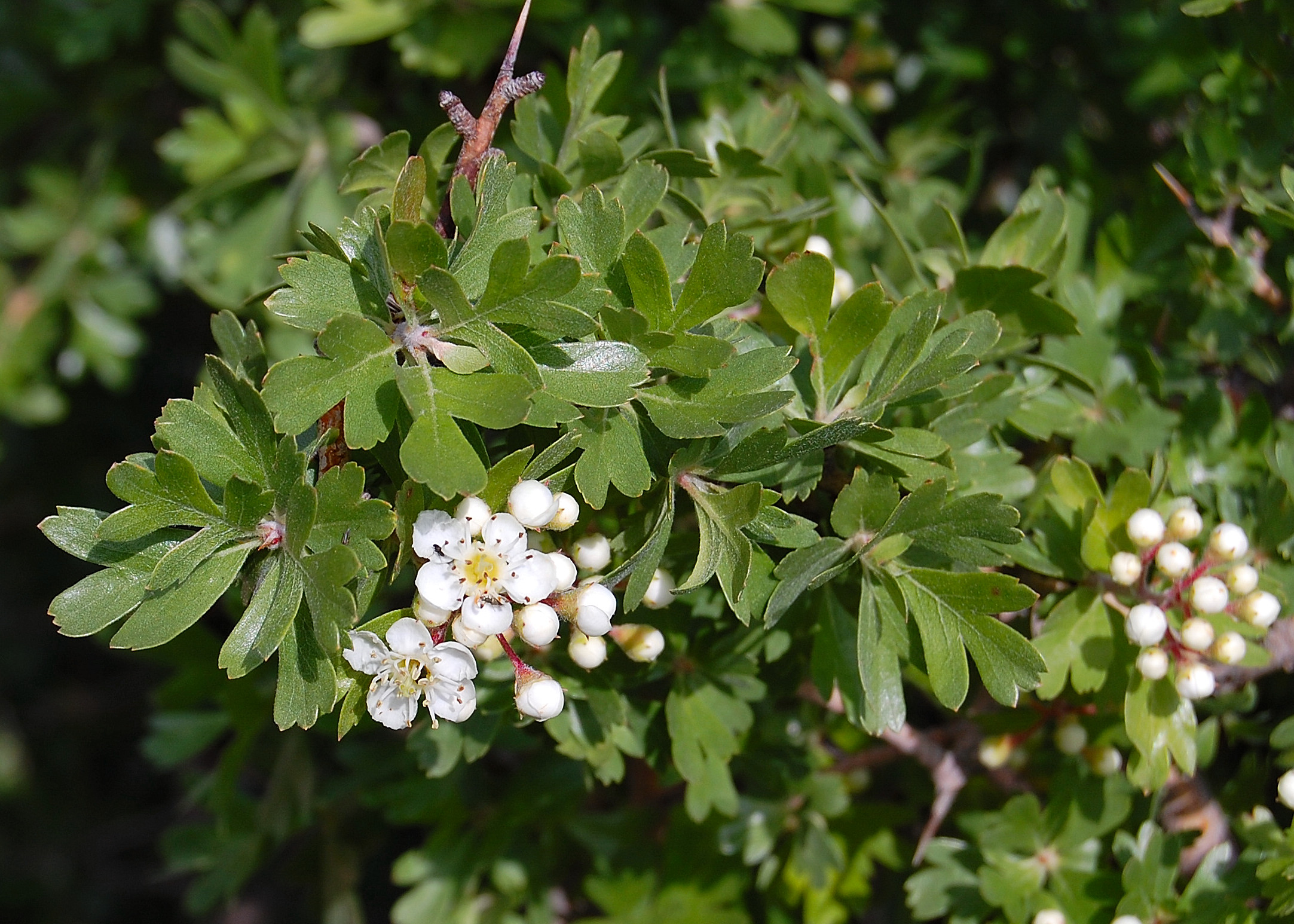
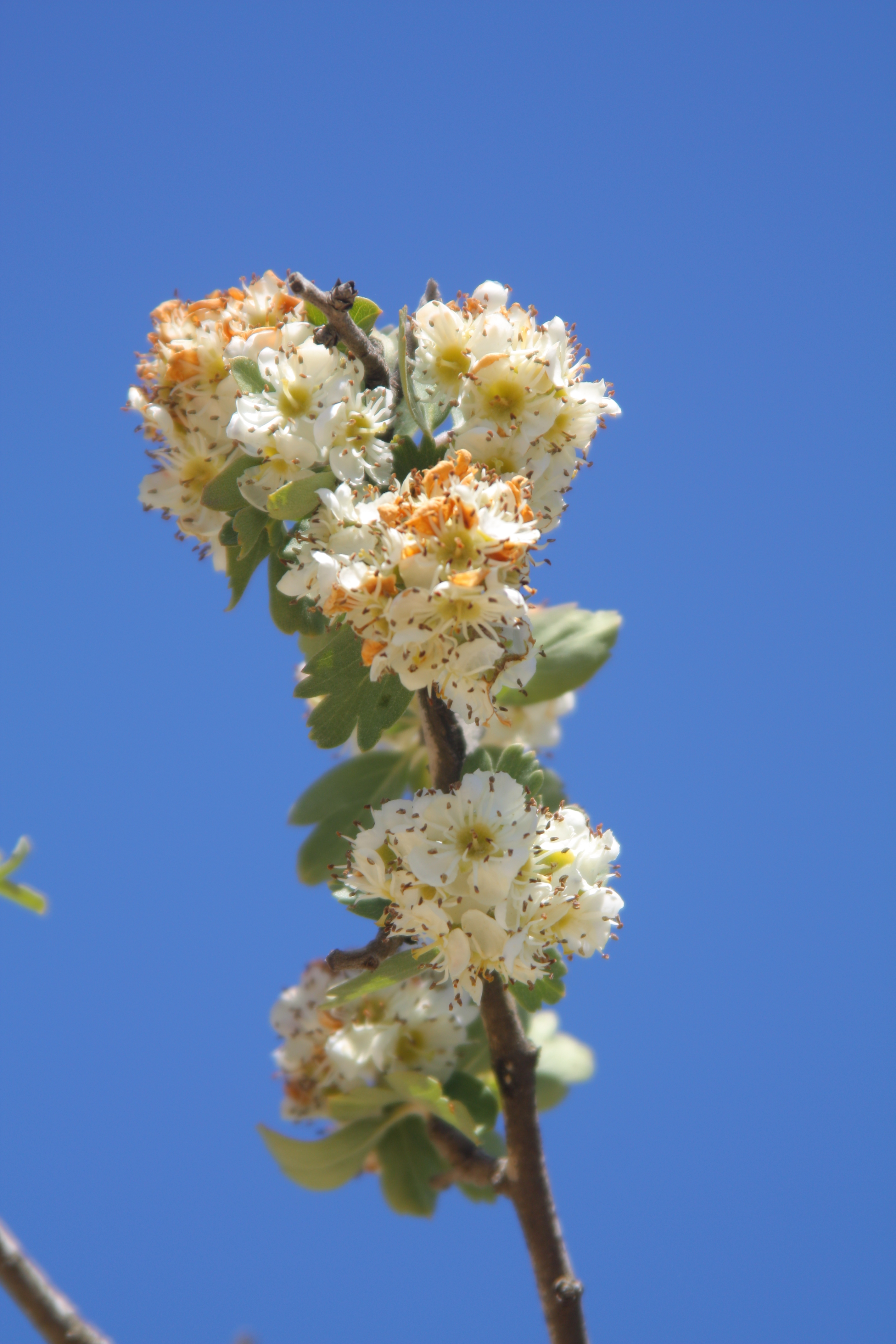